# Gare de Pavilly-Station
Gare de Pavilly-Station vasútállomás Franciaországban, Pavilly településen.

## Vasútvonalak
Az állomást az alábbi vasútvonalak érintik:
- Párizs–Le Havre-vasútvonal

## Kapcsolódó állomások
A vasútállomáshoz az alábbi állomások vannak a legközelebb:
- Gare de Motteville
- Gare de Barentin
- Gare d’Yvetot